# Puerto Mihanovich
El Puerto Mihanovich es un puerto paraguayo, en desuso desde mediados del siglo XX.
Se encuentra situado en la margen derecha del alto río Paraguay a 750 km de Asunción del Paraguay, 5 km aguas abajo del paso Allegreti y a 25 km aguas arriba de la Estancia Lidia.
Lleva el nombre en homenaje a Nicolás Mihanovich, armador austrohúngaro afincado en la ciudad de Buenos Aires que a finales del siglo XIX se convirtió en el mayor armador en Sudamérica y es considerado uno de los principales propulsores de la industria del tanino, uno de los principales insumos para la industria de la curtiembre.
En 1905 Mihanovich fundó la empresa Campos y Quebrachales Puerto Sauce con un capital de 3 000 000 de pesos oro instalando su primer fábrica y embarcadero en Puerto Sauce.
Orientado siempre a la curtiembre y producción del tanino, se instalaron en los siguientes años otras fábricas cercanas y a la vera del río:  Puerto Guaraní, Puerto Pinasco, Puerto María y Puerto Mihanovich.
A mediados de siglo las instalaciones de Puerto María y de Puerto Mihanovich fueron abandonadas y la producción trasladada a Puerto Sauce.